# Stella (Goethe)
Stella è una tragedia in 5 atti di Johann Wolfgang von Goethe. Fu scritta una prima volta tra febbraio e aprile 1775 e rappresentata al Nationaltheater di Amburgo l'8 febbraio 1776 quando portava il sottotitolo Ein Schauspiel für Liebende (che significa "commedia per amanti", infatti non aveva finale tragico), quindi ripresa in mano negli anni 1803-05 e portata a termine per la prima di Weimar del 15 gennaio 1806. La stampa fu del 1816.

## Trama

### Atto primo
Giungono all'Albergo della Posta la signora Cäcilie Sommer e sua figlia Lucie che deve entrare a servizio dalla baronessa Stella, donna che abita sola da quando il suo uomo l'ha abbandonata. Anche Cäcilie rammenta alla figlia con dolore come il marito l'abbia lasciata molti anni prima, quando Lucie era ancora bambina. Presso lo stesso albergo giunge anche Fernando, che dopo anni vuole ricongiungersi con Stella. Fernando, non visto dalla madre della ragazza, incontra Lucie e prova per lei simpatia.

### Atto secondo
Lucie, accompagnata dalla madre, è introdotta presso Stella per prendere servizio. La padrona di casa accoglie con gioia le due donne, cui racconta le sue pene d'amore, instaurando con Cäcilie un profondo rapporto di empatia. Tuttavia, quando Stella mostra il ritratto dell'uomo che ha l'abbandonata Cäcilie vi riconosce il suo sposo - nonché padre di Lucie -, senza rivelare a Stella la verità. Lucie sostiene che l'effigiato somigli molto al signore con cui ha appena parlato; Stella ordina allora di farlo venire da lei e si ritira nella propria stanza. Cäcilie comprende la situazione, rivela alla figlia chi sia Fernando e decidere di lasciare immediatamente la città insieme a Lucie.

### Atto terzo
Fernando si ricongiunge con Stella; entrambi manifestano la gioia di essersi ritrovati e nel frattempo giunge la notizia che Cäcilie e Lucie hanno predisposto ogni cosa per la loro partenza. Stupita, Stella chiede all'amato di trattenere le due donne, mentre lei lo aspetterà in giardino. Fernando, così, incontra sua moglie, e, commosso e turbato, le chiede perdono per averla abbandonata. Fernando le dice che scapperanno insieme, ma in realtà non sa decidere a quale donna votarsi.

### Atto quarto
Fernando rivela a Stella chi sono le due donne e perché sta per abbandonarla di nuovo. Stella sviene.

### Atto quinto
Cäcilie si dichiara disposta a rinunciare a lui e vuole che Fernando resti con Stella. La prima versione finiva con una specie di ménage à trois, accettato dalle due donne, e con la ripresa di un corteggiamento velato del padre verso la figlia. La seconda versione invece termina con Stella che si avvelena e Fernando disperato che si spara, la prima dicendo alle altre due donne di assistere piuttosto lui, morendo sola.
Alcune rappresentazioni più recenti hanno preferito rispolverare la prima versione, più paradossale e ironica. È stata portata in teatro anche con i due finali in sequenza.

## Edizioni italiane
- trad. Casimiro Varese, Firenze: Le Monnier, 1878
- trad. Giuseppe Rota, prefazione di Augusto Castaldo, Roma: Oreste Garroni, 1913
- trad. Lavinia Mazzucchetti, Firenze: Sansoni ("La meridiana" n. 2), 1943
- trad. Giansiro Ferrata e Leonello Vincenti, Milano: Bompiani ("Corona" n. 25), 1944
- trad. e introduzione Italo Alighiero Chiusano, Torino: Einaudi ("Collezione di teatro" n. 317), 1973, ISBN 88-06-11687-8